# Jura Laufhund
Der Jura Laufhund (frz. Bruno du Jura) gehört zur Rasse Schweizer Laufhund, einer von der FCI anerkannten schweizerischen Hunderasse (FCI-Gruppe 6, Sektion 1.2, Standard Nr. 59).

## Geschichte der Rasse
Dieser Jagdhund entstand vor Jahrhunderten im Jura, im schweizerisch-französischen Grenzgebiet. Schon vom Aussehen her ist er eng mit dem Hubertushund verwandt. Er zählt zu den vier Schweizer Laufhunden (Chiens courants suisse; Swiss Hounds; Sabueso Suizos), die von der FCI unter einem Rassestandard zusammengefasst wurden, aber bei Ausstellungen separat bewertet werden.
Weitere Varianten
- Berner Laufhund
- Luzerner Laufhund
- Schwyzer Laufhund

## Kurzbeschreibung
Als Rassevariante des Schweizer Laufhundes entspricht er diesem in Größe (bis 59 cm) und Gewicht (bis 20 kg). Die Ohren sind weit hinten angesetzt, sehr groß, schwer, gefaltet und gedreht. Das Haar ist kurz, derbe und dicht. Die Farben sind typisch lohfarben mit schwarzem Mantel, manchmal schwarz gewolkt oder schwarz mit Brand.

## Verwendung
Meutehund, Jagdhund